# 아퓨어스
아퓨어스 주식회사(영어: APURES)는 대한민국의 세포치료제 기업이다.

## 역사
2019년 3월 메디키네틱스에서 아퓨어스로 사명을 변경하였다.